# Hoholi, Vinkivți
Hoholi (în ucraineană Гоголі) este un sat în comuna Jenîșkivți din raionul Vinkivți, regiunea Hmelnîțkîi, Ucraina.

## Demografie
Componența lingvistică a localității Hoholi
     Ucraineană (98,97%)
     Rusă (1,03%)
Conform recensământului din 2001, majoritatea populației localității Hoholi era vorbitoare de ucraineană (98,97%), existând în minoritate și vorbitori de rusă (1,03%).